# Brazos Bend (Texas)
Brazos Bend è un comune degli Stati Uniti d'America, situato nello stato del Texas, nella contea di Hood.